# Arboretum de Viikki
L'Arboretum de Viikki (finnois : Viikin Arboretum ou Viikin Puulajipuisto), est un arboretum de 20 hectares du quartier de Viikki, qui est géré par l'Université d'Helsinki.

## Description
L'arboretum de Viikki est situé à proximité du campus de Viikki, du Gardenia-Helsinki et de la zone humide, de conservation naturelle de la baie de Vanhankaupunginlahti.
Le parc est l'un des trois arboretums d'Helsinki, avec l'arboretum de Meilahti et l'arboretum de Niskala.

## Collection
Il héberge plus de 400 espèces d'arbres des régions tempérées du monde entier dont les suivantes :
Quercus alba, Pinus strobus, Amelanchier laevis, Pinus banksiana, Pseudotsuga menziesii, Malus fusca, Picea omorika, Rhamnus frangula, Fraxinus excelsior, Forsythia ovata, Larix gmelinii, Alnus mandshurica, Lonicera ruprechtiana, Prunus padus, Spiraea betulifolia, Prunus sargentii, Betula ermanii, Betula costata, Abies veitchii, Vitis amurensis, Betula platyphylla, Abies koreana, Prunus maackii, Picea koraiensis, Sorbus commixta, Acer barbinerve, Malus domestica, Syringa tigerstedtii, Larix sibirica, Lonicera caerulea, Lonicera orientalis, Picea abies, Syringa josikaea, Pinus peuce, Alnus viridis ssp. viridis, Sorbus aria, Larix decidua, Prunus mahaleb, Euonymus verrucosus, Juniperus communis, Salix caprea, Magnolia kobus, Alnus glutinosa, Thujopsis dolabrata, Betula pendula var. carelica, Betula pendula f. crispa, Pterocarya rhoifolia, Salix fragilis, Juglans nigra, Populus generosa, Salix sibirica, Populus x canadensis 'Androscoccini', Populus x canadensis 'Geneva', Crataegus sanguinea, Crataegus monogyna, Crataegus grayana, Acer tataricum, Juniperus virginiana.